# Червонка-Влосцянська
Червонка-Влосцянська (пол. Czerwonka Włościańska) — село в Польщі, у гміні Червонка Маковського повіту Мазовецького воєводства.
Населення — 177 осіб (2011).
У 1975-1998 роках село належало до Остроленцького воєводства.

## Демографія
Демографічна структура станом на 31 березня 2011 року:
|          | Загалом | Допрацездатний вік | Працездатний вік | Постпрацездатний вік |
| -------- | ------- | ------------------ | ---------------- | -------------------- |
| Чоловіки | 89      | 25                 | 50               | 14                   |
| Жінки    | 88      | 24                 | 41               | 23                   |
| Разом    | 177     | 49                 | 91               | 37                   |